# المشايخ (فرع العدين)

تعديل مصدري - تعديل

المشايخ محلة تابعة لقرية حصة، التابعة لعزلة الاخماس بمديرية فرع العدين إحدى مديريات محافظة إب في الجمهورية اليمنية، بلغ تعداد سكانها 121 حسب تعداد اليمن لعام 2004.